# 灵真观遗址
灵真观遗址，位于中国河北省张家口市观门口村，为张家口市赤城县的一个省级文物保护单位，类型为古遗址，公布时间为1993年7月15日。
灵真观遗址的历史年代为元—清。